# Marijo Možnik
Marijo Možnik (* 18. Januar 1987 in Zagreb) ist ein kroatischer Turner.
Für Kroatien nahm er 2010 am Weltcup in Glasgow teil und erreichte in seiner Paradedisziplin am Reck den Weltcup-Gesamtsieg.
Marijo Možnik begann im Alter von sechs Jahren beim kroatischen Klub ZTD "Hrvatski Sokol" aus Zagreb, für den er noch heute turnt. Er ist Mitglied der kroatischen Turnnationalmannschaft seit 2004. Auch war er 2009 und 2010 Landesmeister. Nach ihm ist ein Element am Reck benannt worden („der Moznik“).

## Karriere-Highlights
- Kroatischer Meister am Reck: 2009, 2010

- 2009 Weltcup Gesamtdritter
- 2010 Weltcup Gesamtsieger